# August Heim
August Heim (Offenbach am Main, 1904. március 13. – Offenbach am Main, 1976. május 8.) olimpiai és világbajnoki bronzérmes német tőr- és kardvívó, edző.